# Barbara (fumetto)
Barbara è una serie a fumetti argentina fantascientifica, ideata da Ricardo Barreiro e disegnata da Juan Zanotto.
Ideata nel 1979 e apparsa inizialmente sulla rivista argentina Skorpio, vede come protagonista la guerriera Barbara. È stata successivamente presentata alla fine dello stesso anno dalla casa editrice italiana Eura Editoriale sulla rivista Lanciostory e ripubblicata in quattro volumi a colori nella collana Euracomix dal 1988.

## Trama
La Terra è stata invasa da una forma di vita aliena aggressiva, gli "Adri", che hanno riportato l'umanità all'epoca primitiva.
Barbara è una giovane promessa sposa che vive in un clan in cui vige lo Ius primae noctis. La protagonista rifiuta di concedersi al sacerdote della sua tribù ed è costretta a ucciderlo.
Ricercata dalla sua stessa gente non ha altra alternativa che la fuga, nel corso delle sue avventure scopre la verità sulle credenze e sulle tradizioni che sin da piccola le sono state insegnate.
Diventa così una guerriera della resistenza all'invasione, gruppo radunatosi nei dintorni di Buenos Aires, e possiede particolari poteri telepatici che le consentono di parlare con gli animali e le piante.

## Edizioni Italiane
La prima pubblicazione in Italia avviene sulla rivista Lanciostory nel 1979.
| Nr. Episodio | Anno | Nr. Lanciostory | Pagina | Data di pubblicazione |
| ------------ | ---- | --------------- | ------ | --------------------- |
| 1            | V    | 45              | 34     | 12 novembre 1979      |
| 2            | V    | 47              | 30     | 26 novembre 1979      |
| 3            | V    | 49              | 20     | 10 dicembre 1979      |
| 4            | V    | 52              | 24     | 31 dicembre 1979      |
| 5            | VI   | 2               | 20     | 21 gennaio 1980       |
| 6            | VI   | 5               | 84     | 11 febbraio 1980      |
| 7            | VI   | 8               | 24     | 03 marzo 1980         |
| 8            | VI   | 11              | 22     | 24 marzo 1980         |
| 9            | VI   | 14              | 70     | 14 aprile 1980        |
| 10           | VI   | 23              | 28     | 16 giugno 1980        |
| 11           | VI   | 29              | 50     | 26 luglio 1980        |
| 12           | VI   | 41              | 4      | 20 ottobre 1980       |
| 13           | VII  | 23              | 40     | 15 giugno 1981        |
| 14           | VII  | 26              | 72     | 06 luglio 1981        |
| 15           | VII  | 29              | 22     | 27 luglio 1981        |
| 16           | VII  | 33              | 50     | 24 agosto 1981        |
| 17           | VII  | 36              | 20     | 14 settembre 1981     |
| 18           | VII  | 39              | 94     | 05 ottobre 1981       |
| 19           | VII  | 42              | 20     | 26 ottobre 1981       |
| 20           | VII  | 45              | 50     | 16 novembre 1981      |
| 21           | VII  | 48              | 50     | 07 dicembre 1981      |
| 22           | VIII | 4               | 68     | 01 febbraio 1982      |
| 23           | VIII | 13              | 96     | 05 aprile 1982        |
| 24           | VIII | 19              | 18     | 17 maggio 1982        |
| 25           | VIII | 25              | 18     | 28 giugno 1982        |
| 26           | VIII | 31              | 18     | 09 agosto 1982        |
| 27           | IX   | 33              | 22     | 22 agosto 1983        |
| 28           | IX   | 35              | 24     | 05 settembre 1983     |
| 29           | IX   | 37              | 22     | 19 settembre 1983     |
| 30           | IX   | 39              | 24     | 03 ottobre 1983       |
| 31           | IX   | 41              | 20     | 17 ottobre 1983       |
| 32           | IX   | 43              | 22     | 31 ottobre 1983       |
| 33           | IX   | 45              | 20     | 14 novembre 1983      |
| 34           | IX   | 47              | 20     | 28 novembre 1983      |
| 35           | IX   | 49              | 24     | 12 dicembre 1983      |
| 36           | IX   | 51              | 76     | 26 dicembre 1983      |
| 37           | X    | 1               | 24     | 09 gennaio 1984       |

Eura Editoriale ripropose i primi episodi della serie a colori nella collana Euracomix che mensilmente proponeva un albo dedicato a un fumetto della scuola sudamericana.
| Nr. Euracomix | Serie      | Titolo                         | Data di pubblicazione | Sceneggiatura    | Disegni      | Nr. Pagine |
| ------------- | ---------- | ------------------------------ | --------------------- | ---------------- | ------------ | ---------- |
| 5             | Barbara 01 | La palude della città fantasma | Ottobre 1988          | Ricardo Barreiro | Juan Zanotto | 64         |
| 18            | Barbara 02 | Morte all'invasore             | Dicembre 1989         | Ricardo Barreiro | Juan Zanotto | 64         |
| 34            | Barbara 03 | Il popolo dell'albero          | Maggio 1991           | Ricardo Barreiro | Juan Zanotto | 64         |
| 86            | Barbara 04 | Rivolta                        | Novembre 1995         | Ricardo Barreiro | Juan Zanotto | 80         |

Nel 1997 Eura Editoriale ha ristampato la saga completa in bianco e nero nella collana Fantacomix day. Questa collana aveva la particolarità di ospitare due fumetti in ogni numero.
| Nr. Fantacomix-Day | Serie Pubblicate      | Data di pubblicazione | Nr. Pagine |
| ------------------ | --------------------- | --------------------- | ---------- |
| 1                  | L'Eternauta e Barbara | 8 gennaio 1997        | 400        |
| 2                  | L'Eternauta e Barbara | 24 febbraio 1997      | 400        |
| 3                  | L'Eternauta e Barbara | 29 aprile 1997        | 388        |

Nel 2010 001 Edizioni ripropone il fumetto in versione integrale con una traduzione più fedele all'originale nella collana H! Historietas. L'edizione è pubblicata in tre albi in bianco e nero in formato 17x24 brossurato e rilegato.
| Titolo                        | Data di pubblicazione | Sceneggiatura    | Disegni      | ISBN               | Nr. Pagine |
| ----------------------------- | --------------------- | ---------------- | ------------ | ------------------ | ---------- |
| Barbara primo ciclo           | Novembre 2010         | Ricardo Barreiro | Juan Zanotto | 978-88-96573-17-1  | 176        |
| Barbara secondo ciclo. Terra  | 2011                  | Ricardo Barreiro | Juan Zanotto | 978-88-96573-59-4  | 200        |
| Barbara secondo ciclo. Spazio | 2011                  | Ricardo Barreiro | Juan Zanotto | 978-88-97846-35-2f | 152        |